# Лаврентій Печерський

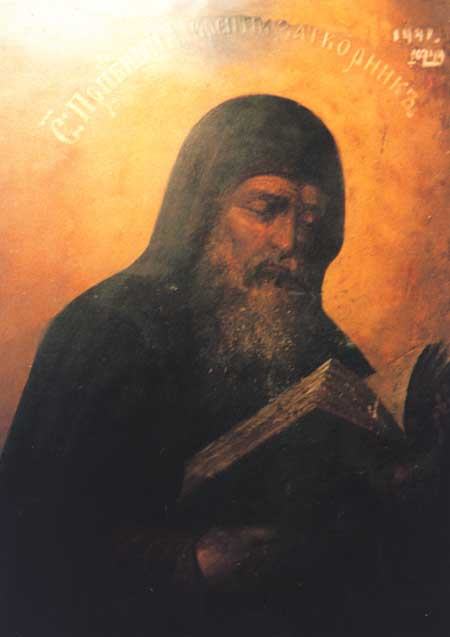
Лаврентій, затвірник Дально-Печерський провів значну частину свого життя у чернечому затворі і самітності.

Лаврентій, затвірник Печерський (13 століття, Київ) — русько-український православний святий і подвижник. Чернець Печерського монастиря. Преподобний. Свій подвижницький подвиг затвірництва звершив у Дальніх печерах Києво-Печерського монастиря.

## Життєпис
Відомостей про преподобного Лаврентія майже не збереглося. Жив і підвизався у XIII ст. (за іншими даними - у XIII-XIV ст.) в Києво-Печерському монастирі. Ніс важкий подвиг самітництва, вправляючись у пості, молитві та богороздумах.
Зненавидівши красу і суєту світу, захотів преподобний жити в темній печері, щоб у ній постом і безперервною молитвою проганяти темряву пристрастей, досягти спілкування зі світлом Божим. Цього він і досяг, переселившись душею на небо, а нетлінне своє тіло залишивши в печері.
Про прп. Лаврентія відомо також те, що він був ревним послідовником затвірницького життя.
Дані антропологічних досліджень показують, що спочив святий подвижник Лаврентій у віці 40-50 років та зріст його був 169~174 см.
Його мощі спочивають у Дальніх печерах біля мощей преподобного Діонісія Затвірника, преподобного Мойсея Чудотворця та недалеко від підземної церкви Благовіщення Пресвятої Богородиці.

В акафісті всім Печерським преподобним про нього сказано: 
|  | «Радуйся, Лаврентіє, бо суєти мирської ти уникав; радуйся, бо життя зі світом ангельським ти удостоївся». |

В тропарі до преподобного Лаврентія, затворника Києво-Печерського, у Дальніх печерах спочиваючого, (глас 7) читаємо:
|  | «Затворів себе заради Господа в темної печері, / преподобний отче Лаврентій, багато років у ній провів / і Христу добро в ній догодив, / подай і нам від усякого зла затвор, / і від темряви пристрастей відвернутися, / і світ Царства Небесного отримати.». |

## Пам'ять
Пам'ять 10 вересня і 2 лютого. 

## Дивіться теж
- Києво-Печерська лавра
- Києво-Печерські святі